# ناحیه کولدا
ناحیه کولدا (به لاتین: Kolda Region) یک منطقهٔ مسکونی در سنگال است که در سنگال واقع شده‌است. ناحیه کولدا ۱۳٬۷۷۱ کیلومتر مربع مساحت و ۶۳۳٬۶۵۲ نفر جمعیت دارد.